# Ebertsberg-Tunnel
Der Ebertsberg-Tunnel (auch: Ebertsbergtunnel) ist ein 232 m langer Eisenbahntunnel im Zuge der Bahnstrecke Flieden–Gemünden.

## Geografische Lage

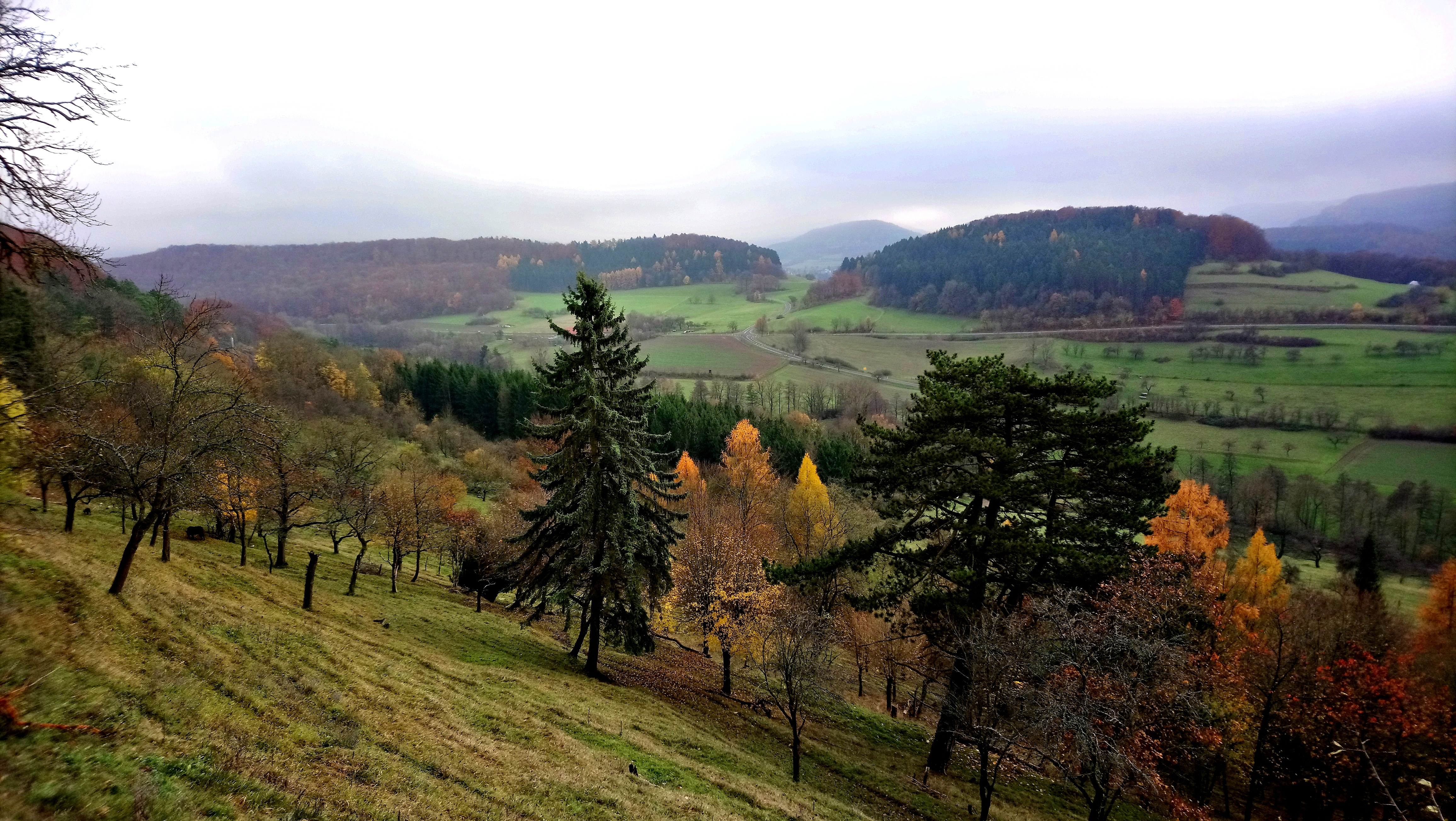
Ebertsberg

Der Tunnel liegt in der Gemarkung des Stadtteils Elm von Schlüchtern. Der Tunnel ist der nördlichste der Strecke und liegt – gefolgt vom Brandenstein-Tunnel und dem Ramholz-Tunnel – zwischen den Bahnhöfen Elm und Sterbfritz im Bereich von Streckenkilometer 12,4. Er durchstößt als Sporntunnel den Rand des Eschebergs.

## Geschichte
Die Strecke und auch der Tunnel wurden 1872 – zunächst eingleisig – eröffnet und 1936/37 zweigleisig ausgebaut. 1962 erfolgte eine Profilerweiterung im Zuge der Elektrifizierung und des Einbaus der Oberleitung. Die historischen Portale blieben bei den Umbauten weitgehend unverändert.

## Bauwerk
Die Strecke weist im Bereich des Tunnels ihre geringsten Bogen-Radien auf, so dass hier eine zulässige Höchstgeschwindigkeit von 50 km/h gilt. Eine Planung von Anfang der 2000er Jahre, das Problem mit einer in etwa gradlinigen Streckenführung zwischen der Ostausfahrt des Bahnhofs Elm und Vollmerz durch einen längeren Tunnel zu lösen, der dann den Ebertsberg-Tunnel und den Brandenstein-Tunnel ersetzt hätte, wurde nicht umgesetzt. Vielmehr soll der bestehende Tunnel 2025 bis 2027 saniert werden.
Die historischen Tunnelportale bestehen aus zweifarbigem Buntsandstein. Vor allem das nördliche ist repräsentativ und aufwändig mit polygonalen Ecktürmchen, Zinnen und einem preußischen Adler gestaltet. Das Bauwerk ist ein Kulturdenkmal aufgrund des Hessischen Denkmalschutzgesetzes.